# ایگناشکینو
ایگناشکینو (انگلیسی: Ignashkino) یک شهرک در شهرستان بیژبولیاکسکی باشقیرستان کشور روسیه است.